# Bibliothèque de l'Assemblée nationale du Québec
Pour les articles homonymes, voir Bibliothèque de l'Assemblée nationale.
La Bibliothèque de l’Assemblée nationale du Québec est la bibliothèque législative du Québec. Fondée à Québec en 1802 par la Chambre d’assemblée du Bas-Canada, chambre basse du Parlement du Bas-Canada de 1792 à 1838, elle est la quatrième plus ancienne bibliothèque de ce type en Amérique du Nord. Auparavant dénommée « Bibliothèque de l'Assemblée législative » (1802-1849), puis « Bibliothèque du Parlement » (1849-1867) et « Bibliothèque de la Législature » (1867-1982), elle a reçu son appellation actuelle le 18 décembre 1982, lorsque le lieutenant-gouverneur du Québec a sanctionné la Loi sur l'Assemblée nationale.
La Bibliothèque de l'Assemblée nationale du Québec a pour mission de contribuer à la vie politique et parlementaire du Québec en conservant, organisant et développant une collection d’informations fiables et impartiales à l’attention de sa clientèle prioritaire. Cette clientèle se compose des députés et leur personnel, du personnel administratif de l’Assemblée nationale, des membres de la Tribune de la presse, du Commissaire à l’éthique et à la déontologie, du Commissaire au lobbyisme, du Directeur général des élections, du Protecteur du citoyen, du Vérificateur général et du lieutenant-gouverneur du Québec.
La Bibliothèque a suivi le siège du gouvernement dans ses nombreux déménagements au fil du XIXe siècle. D'abord abritée par l'ancien Hôtel du Parlement de Québec, situé sur l'emplacement actuel du parc Montmorency, elle est déplacée à Kingston après la fusion du Haut-Canada et du Bas-Canada. Elle déménage à Montréal en 1844, puis retourne à Québec jusqu'à l'incendie de l'Hôtel du Parlement en 1854. Elle est ensuite déplacée à Toronto, avant de revenir à Québec en 1859. Même si la majorité de ses collections sont transférées à Ottawa en 1865, la création du Parlement provincial de Québec par la Loi constitutionnelle de 1867 garantit qu'elle ne quittera plus Québec.
L’histoire de la Bibliothèque de l’Assemblée nationale du Québec est intimement liée à l’histoire coloniale, politique et constitutionnelle du Québec. Son évolution témoigne des effets successifs de l'Acte constitutionnel (1791), de l'Acte d'Union (1840) et de la Confédération canadienne (1867), de même que des nombreuses réformes administratives et parlementaires adoptées pendant la Révolution tranquille (1960-1970). En plus de subir les impacts des mutations constitutionnelles et politiques québécoises et canadiennes, la Bibliothèque a été la proie des flammes à trois reprises, en 1849, 1854 et 1883.

## Histoire

### Fondation
En 1791, l'Acte constitutionnel divise la Province de Québec en deux entités politiques, soit le Haut-Canada et le Bas-Canada, et dote chacune d'elles d'un conseil législatif et d'une assemblée législative. Durant ses premières années d'existence, l'Assemblée législative du Bas-Canada accumule quelques ouvrages de référence et des séries de ses propres imprimés, comme les Journaux de la Chambre et les règlements. Mais les seules collections générales dont elle dispose sont celles de la Quebec Library, une bibliothèque publique de souscription fondée par Frederick Haldimand en 1779. Essentiellement de langue anglaise et destinées à servir d'instrument de propagande de la cause britannique, elles s'avèrent inadaptées aux besoins des parlementaires bas-canadiens.
Inspirés par la mise sur pied d'une bibliothèque législative au Haut-Canada et la publication du premier catalogue de la Bibliothèque du Congrès aux États-Unis, la Chambre d'assemblée constitue un comité chargé d'évaluer la possibilité de se doter de sa propre bibliothèque. Le rapport du comité, adopté le 10 mars 1802, consacre la fondation de la « Bibliothèque de l'Assemblée législative ». Il remet sa direction entre les mains du greffier de la chambre basse et réserve l'accès à ses collections aux représentants de la Couronne et aux membres du Parlement. La Bibliothèque est aménagée à l'intérieur de l'édifice du Parlement, alors situé en haut de la côte de la Montagne, à Québec. Elle devient la quatrième bibliothèque législative en Amérique du Nord.
En raison d'une brève paix entre la France et l'Angleterre, les députés bas-canadiens sont en mesure de recevoir sans trop de délai les documents qu'ils souhaitent acquérir d'Europe. Ils ne parviennent, toutefois, à se les procurer qu'en faible quantité et à un coût élevé. Cette situation, commune dans l'Amérique du début du XIXe siècle, limite tant leurs acquisitions qu'en 1812, le premier catalogue imprimé de la Bibliothèque totalise vingt et une pages.

### Canada-Uni: Une bibliothèque itinérante

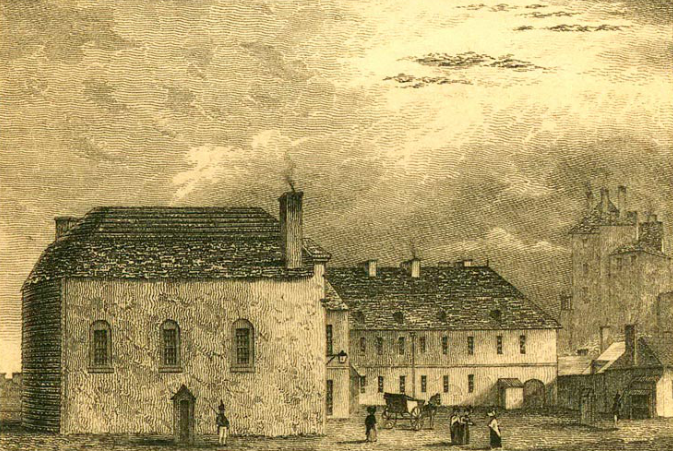
Parlement du Bas-Canada (1820), situé à Québec.

En 1840, l’Acte d’Union du Haut et du Bas-Canada créé la province du Canada et impose la fusion des bibliothèques parlementaires des deux provinces sous l’appellation de « Bibliothèque du Parlement du Canada-Uni ». Le siège du Parlement de la province est déplacée dans une ville du Canada-Ouest, puis dans une autre du Canada-Est, en alternance. Les collections de la Bibliothèque déménagent également : Kingston (1841-1843), Montréal (1844-1849), Toronto (1850-1851, 1856-1859), Québec (1852-1856, 1860-1866), et finalement Ottawa (1866), qui deviendra un an plus tard la capitale de la Confédération canadienne.
Malgré ces fréquents déplacements, la présence de la bibliothèque à Québec, surtout de 1859 à 1865, aura été au cœur de ce mouvement littéraire qu’on a appelé l’« École de Québec » et à laquelle on associe des figures importantes de l’histoire littéraire québécoise, tels Antoine Gérin-Lajoie, Octave Crémazie, l’abbé Jean-Baptiste-Antoine Ferland, Pierre-Joseph-Olivier Chauveau, Étienne Parent, Joseph-Charles Taché et Henri-Raymond Casgrain,.

### Incendie de 1849
À partir de 1846, à la suite de l'élection du parti whig en Grande-Bretagne, les produits canadiens ne bénéficient plus de tarifs préférentiels sur le marché britannique. L'élite anglophone et marchande du Canada-Uni est particulièrement affectée par cette décision, la colère et le mécontentement grandissant peu à peu parmi ses membres. De plus, une série de mesures adoptées entre 1847 et 1849 par le Parlement britannique en faveur des Canadiens français vient accentuer ce sentiment de frustration.

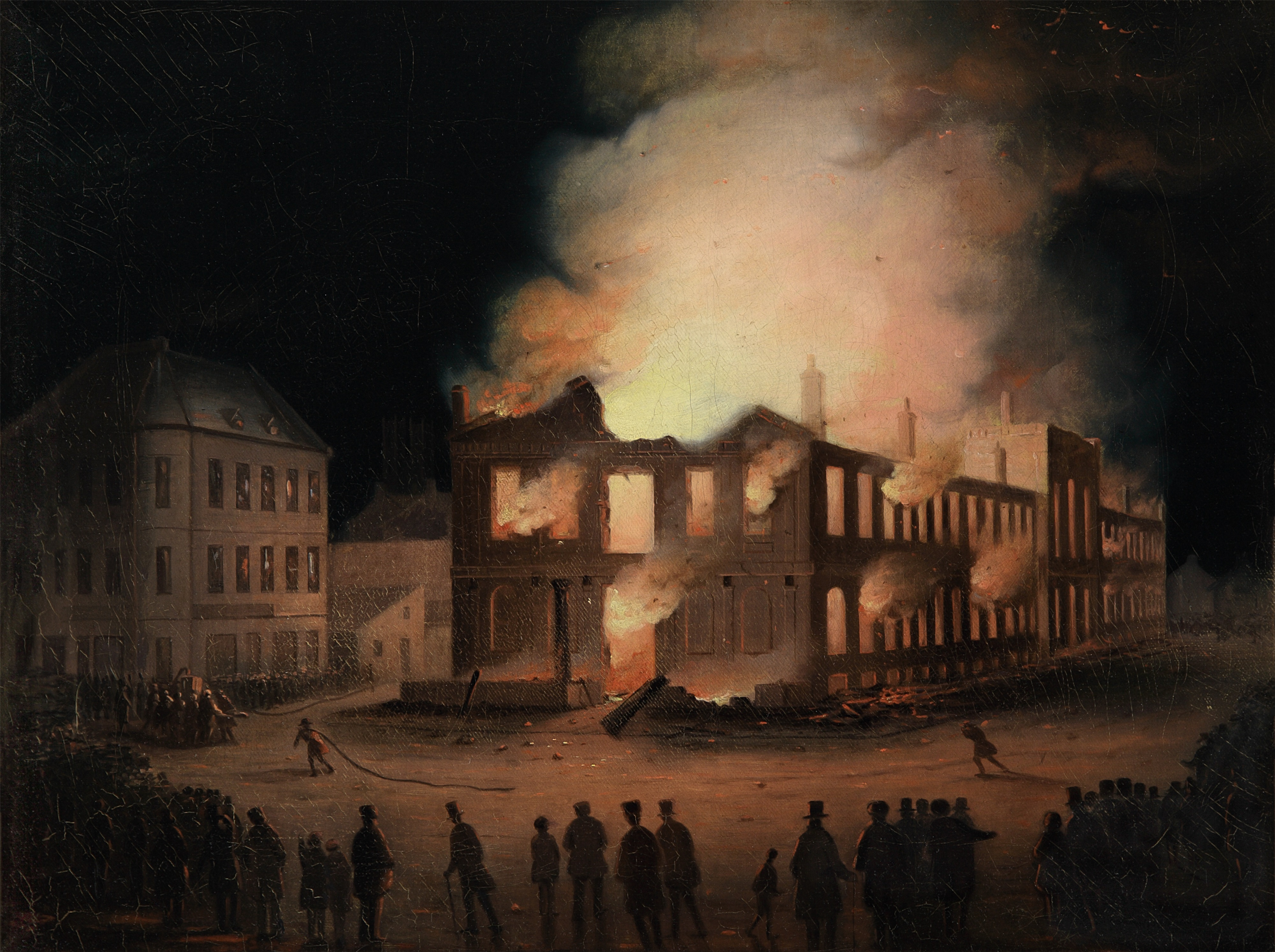
L'incendie du Parlement à Montréal, Joseph Légaré, 1849.

En février 1849, le gouvernement de Louis-Hyppolyte Lafontaine et Robert Baldwin, premier gouvernement responsable du Canada-Uni, propose une loi à l'Assemblée législative qui vise à indemniser les victimes de l'armée britannique lors de la rébellion des Patriotes de 1837-1838. C'est la goute de trop pour les tories, qui font tout en leur pouvoir pour nuire aux débats et retarder l'adoption du projet de loi. La loi est néanmoins votée le 15  mars 1849 par 47 voix réformistes contre 18 voix tories. La presse anglophone s'indigne et met la pression sur le gouverneur général Elgin afin qu'il impose son droit de veto. Contre toute attente, celui-ci se présente le 25 avril au parlement pour sanctionner le projet de loi. Un journaliste du Montreal Gazette appelle alors les Anglo-Montréalais à se regrouper sur le Champ-de-Mars mais la manifestation vire rapidement à l'émeute. La foule interrompt la séance de l'Assemblée législative en jetant des pierres aux fenêtres du parlement puis y met le feu en brisant les becs à gaz. Les flammes se répandent rapidement et les manifestants bloquent l'accès aux sapeurs-pompiers venus éteindre le feu, une grande partie du bâtiment est ainsi détruite.
L'incendie a pour conséquence la destruction des quelque 22 000 volumes des deux bibliothèques, des archives parlementaires du Haut-Canada, du Bas-Canada, et du Canada-Uni, ainsi que la perte de documents officiels et de manuscrits originaux,. Du nombre, on compte un exemplaire du célèbre Birds of America de Jean-Jacques Audubon et des milliers de livres rares importés d'Angleterre. Seulement 200 volumes et les journaux de l'Assemblée législative du Haut-Canada de 1825 à 1841 sont sauvés.
Georges-Barthélemi Faribault, assistant-greffier de l’Assemblée législative de 1832 à 1855, qualifie cet incendie « d'outrage et d'infamie ». C’est à lui que le gouvernement confie une mission européenne en vue de la reconstruction d'une nouvelle bibliothèque. Ainsi, d’octobre 1851 à juillet 1852, Faribault se rend à Londres et à Paris, avec un crédit de 4 400 £, et achète des volumes anglais et français; il visite les ministères, il sollicite des dons et, grâce à la collaboration de l’historien et archiviste Pierre Margry, il réalise un projet de transcription de documents relatifs à la Nouvelle-France (1852-1855). Faribault revient de sa mission le 3 juillet 1852 et, deux ans plus tard, la bibliothèque est à nouveau la proie des flammes.
Signalons qu’en 1837, Faribault avait publié un ouvrage unique à l’époque, le Catalogue d’ouvrages sur l’histoire de l’Amérique et en particulier de la Louisiane, de l’Acadie, et d’autres lieux, ci-devant connue sous le nom de Nouvelle-France; avec des notes bibliographiques, critiques et littéraires. Il s’agit du « premier document du genre publié au pays ». Il souhaitait que son catalogue serve de « plan de développement à la collection canadienne et américaine de la Bibliothèque de la Chambre d’assemblée ». Il ignorait alors la tragédie qui allait survenir 12 ans plus tard mais il a quand même poursuivi son travail bibliographique après « l'outrage » de 1849.

### Incendie de 1854
Le 1er février 1854, un deuxième incendie détruit l’hôtel du Parlement du Canada-Uni, à Québec, dans lequel se trouve la Bibliothèque. Une perte énorme, soit la moitié de la collection, qui compte environ 17 000 volumes.
À peine relevée du sinistre de 1849, la Bibliothèque de la Législature entreprend encore une fois la reconstruction de sa collection. En 1855, le bibliothécaire Alpheus Todd est chargé de reprendre la mission européenne de sollicitation de dons et d’achat de livres dont Georges-Barthélemi Faribault s’était si bien acquitté à peine trois ans plus tôt. Todd quitte Québec le 31 mai 1855 pour la Grande-Bretagne et la France et revient un an plus tard après avoir fait l’acquisition de 17 336 volumes et plusieurs documents d'une grande valeur pour une somme totale de 7 555 £.

### Ottawa, capitale définitive
En 1865, on entreprend le déménagement de la majeure partie des collections de Québec vers Ottawa, ville désignée par Londres, le 16 octobre 1857, comme capitale définitive du Canada-Uni. C'est le « grand et suprême déménagement » dira Narcisse-Eutrope Dionne, bibliothécaire de 1892 à 1912. La majeure partie de la collection, soit 55 000 volumes, est transportée par des barges vers ce qui deviendra la Bibliothèque du Parlement à Ottawa. À Québec, on s’affaire à regarnir les rayons d’une nouvelle bibliothèque sous l’appellation Bibliothèque de la Législature.
Après l’adoption de la Loi constitutionnelle de 1867 et la création de la province de Québec, la Bibliothèque de la Législature du Québec connaît un essor considérable grâce au dynamisme et à la culture de son premier bibliothécaire, le poète Léon-Pamphile Le May.

### Incendie de 1883

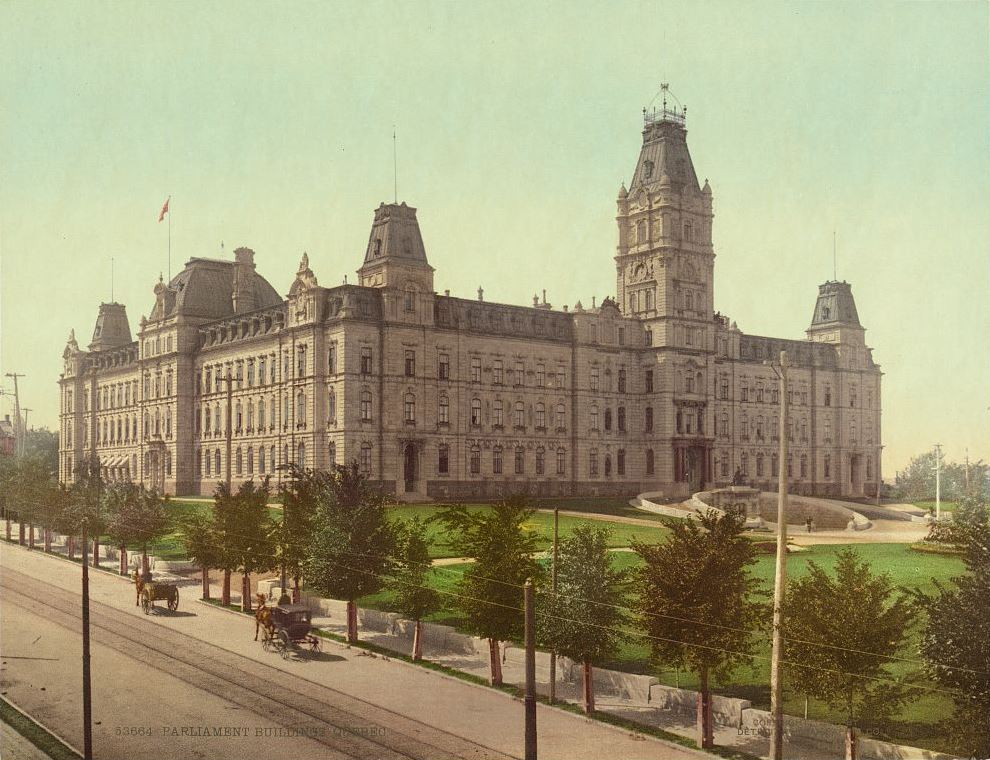
Parlement du Québec sur la Grande Allée (1901).

Le 19 avril 1883, un incendie probablement accidentel de l’hôtel du Parlement de Québec, situé sur l'emplacement de l'actuel Parc Montmorency dans la côte de la Montagne, dans le Vieux-Québec, détruit une grande partie de la collection, déjà forte de plus de 30 000 volumes. À peine 4 500 sont sauvés. Le feu éclate à 21 h 30, pendant la construction des nouveaux édifices parlementaires, et détruit le bâtiment du Parlement. Des livres et documents d’une grande valeur sont détruits, de même que les portraits des Orateurs des chambres réalisés par le peintre et dessinateur Eugène Hamel,.
Le gouvernement avait entrepris depuis quelques années la construction d’un nouveau Parlement sur la Grande Allée. L’incendie de 1883 a pour conséquence d'accélérer ces travaux ainsi que le déménagement du Parlement et de sa bibliothèque.
L’emplacement du sinistre est devenu le Parc Montmorency, un lieu public d’attraction, de promenade et de repos.
La bibliothèque reçoit la dénomination de « Bibliothèque de l’Assemblée nationale » en 1982, quand est sanctionnée la Loi sur l’Assemblée nationale.

## Collections

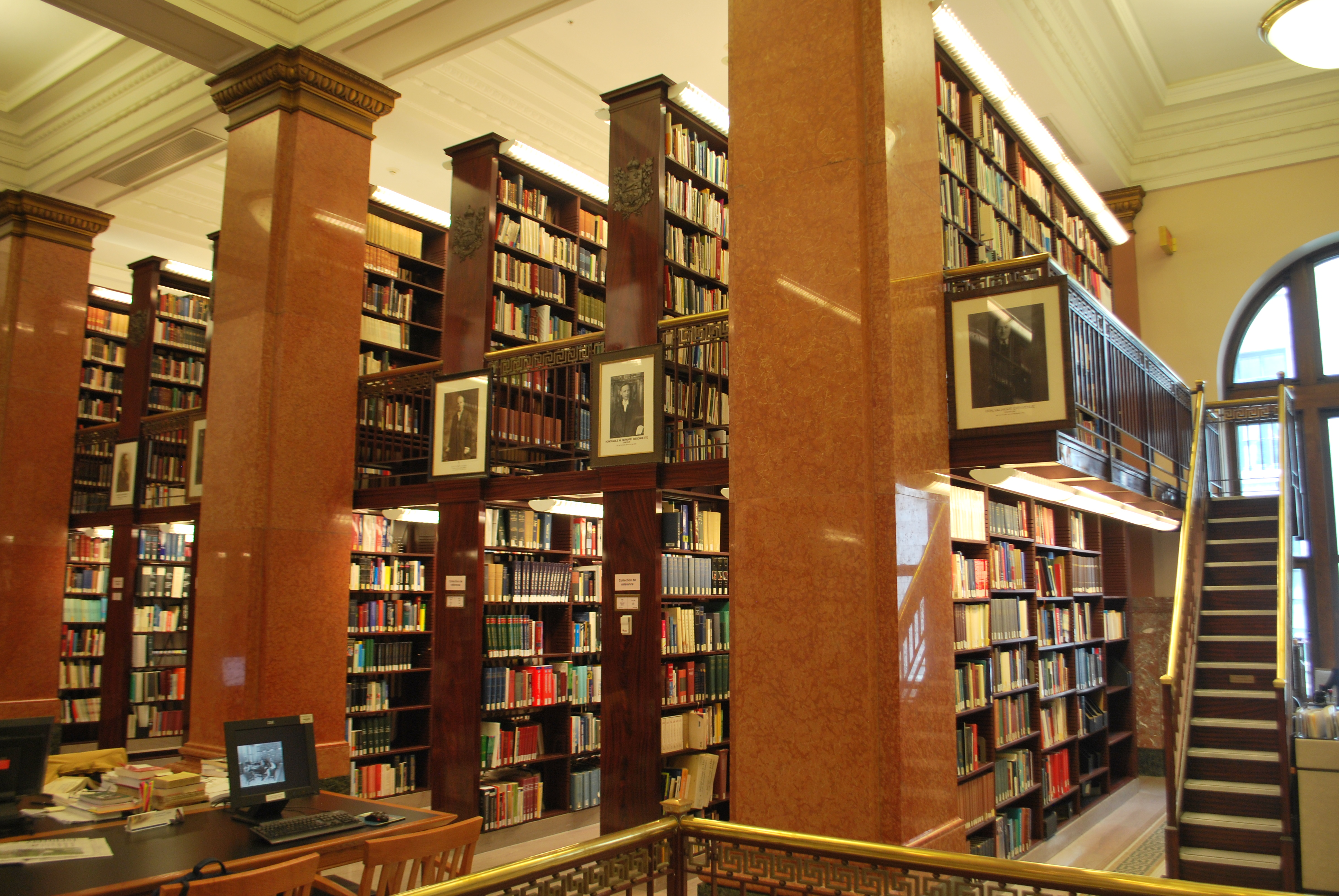
Intérieur de la bibliothèque.

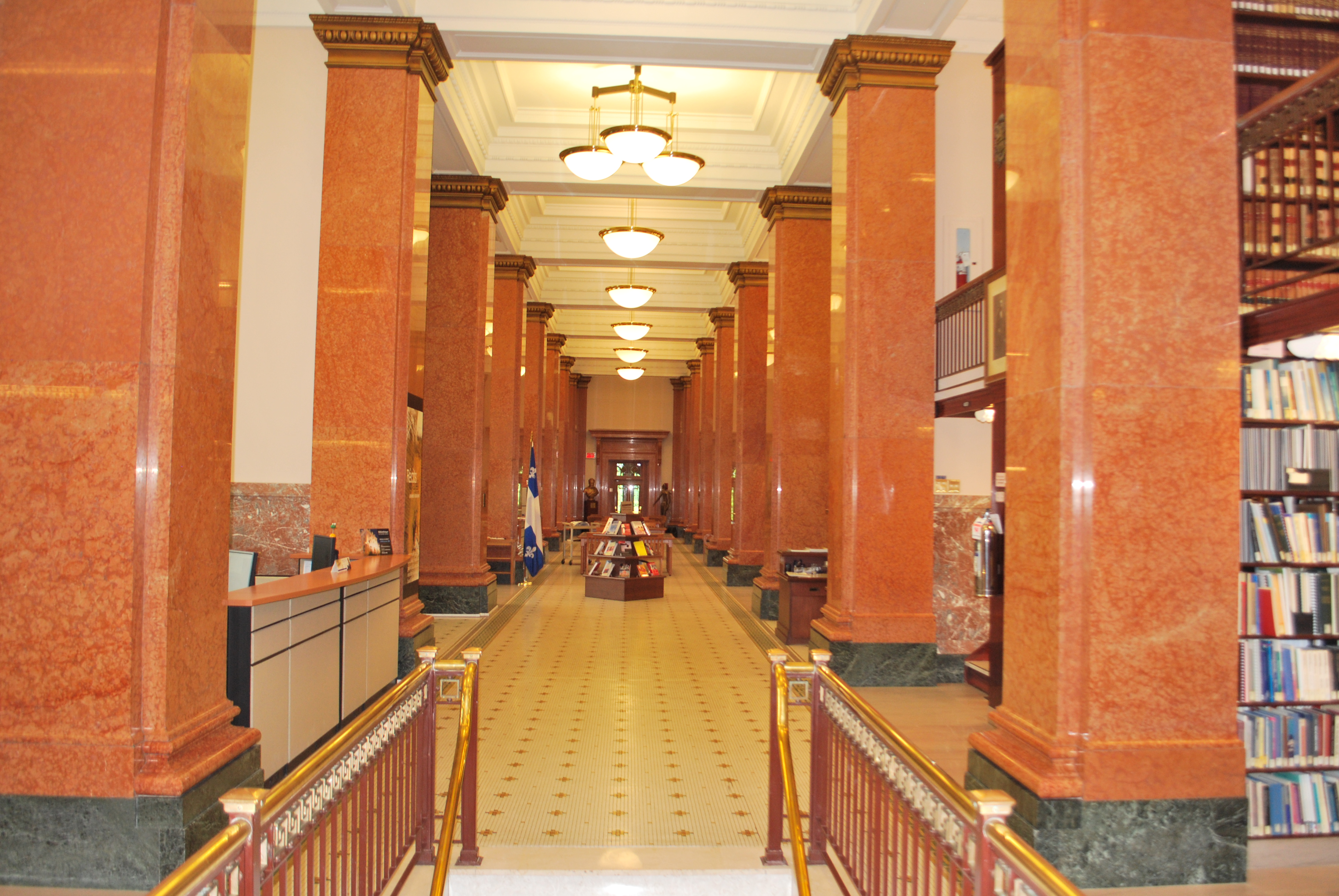

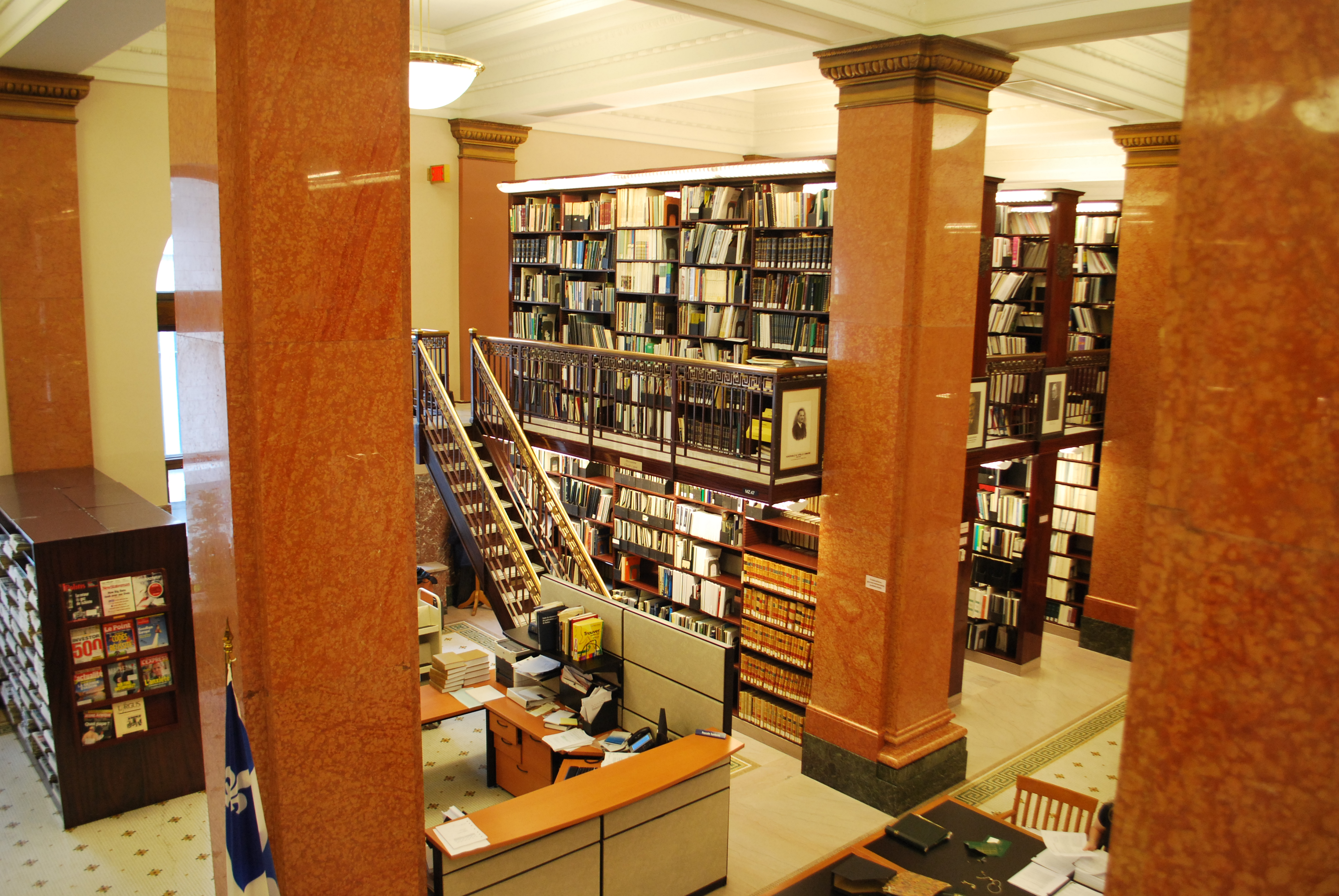

Aujourd'hui, les collections de la Bibliothèque de l’Assemblée nationale du Québec comptent près de deux millions de documents. Ces collections sont les archives de l'Assemblée nationale, les journaux, les périodiques, les livres rares et précieux, une collection sur l'histoire régionale et la Collection Chauveau.

« Les collections générale et de référence, ordonnées selon le système de classification décimal Dewey, ainsi que celles des brochures et des livres rares et précieux dépassent ensemble les 140 000 volumes, dont la moitié appartient au domaine des sciences sociales (droit, sciences politiques, économie, administration publique). Y figurent également des œuvres de philosophie, de science, de géographie et d'histoire. Cette collection comporte en outre l'essentiel des ouvrages juridiques canadiens et québécois ainsi que les titres essentiels des droits français, anglais et américain (…). »

### Collection Chauveau
En 1890, la Bibliothèque acquiert la Collection Chauveau, aujourd'hui conservée dans une chambre forte en raison des multiples incendies qui ont marqué l’histoire du Parlement et de la Bibliothèque, et aussi de la fragilité et de l’usure des volumes. Offrant un panorama de l’histoire du livre depuis les origines de l’imprimerie et témoignant de manière exceptionnelle de la vie intellectuelle au XIXe siècle, elle est considérée comme un des trésors de la Bibliothèque de l’Assemblée nationale. La Collection contient 3 660 volumes et 1 589 brochures, des livres rares et anciens sur l’histoire et la littérature. La majorité de ces documents sont en français et en anglais, mais on en compte 100 en latin, 16 en langues amérindiennes, 12 en grec et 13 en diverses langues européennes; elle comprend des incunables, ouvrages imprimés avant 1500, des éditions précieuses d’imprimeurs européens célèbres datant des XVe et XVIe siècles, quelques-uns de premiers imprimés canadiens des XVIIIe et XIXe siècles et des ouvrages écrits par Chauveau.
Inscrite au Répertoire du patrimoine culturel du Québec, la Collection est en quelque sorte la bibliothèque personnelle de Pierre-Joseph-Olivier Chauveau, qui fut surintendant du Département de l’Instruction publique de 1855 à 1867, puis premier ministre du Québec de 1867 à 1873.
« En elle-même, la collection est l’illustration de la bibliothèque d’un intellectuel et d’un humaniste du XIXe siècle. Peu de domaines laissent Chauveau indifférent : il veut des lumières sur tout. Ceux qui l’ont fréquenté et étudié ont souvent porté témoignage. Pour les uns, la bibliothèque offre un ensemble coordonné et raisonné, on y perçoit les goûts délicats d’un vrai bibliophile », écrit Gaston Bernier, directeur de la Bibliothèque de 1994 à 2000, qui ajoute : « Pour d’autres, elle demeure « l’une des plus riches bibliothèques privées québécoises rassemblées au XIXe siècle […] à l’image de l’homme, saillante et éclectique, composée d’ouvrages provenant de plusieurs pays et aux sujets aussi multiples qu’intéressants ».

## Mission
La mission première de la Bibliothèque de l’Assemblée nationale est de répondre, en priorité, aux besoins des membres de l’Assemblée et leur personnel, du lieutenant-gouverneur, des fonctionnaires parlementaires, des journalistes de la Tribune de la presse, du Commissaire au lobbyisme, du Directeur général des élections, du Protecteur du citoyen, du Vérificateur général et du Commissaire à l’éthique et à la déontologie.

« Après deux siècles d'une histoire mouvementée et souvent douloureuse, la Bibliothèque de l'Assemblée nationale garde de ses origines une mission d'ouverture et de contact sur la pensée et le savoir universels. Elle est aussi, comme à ses débuts, le témoin documentaire de la santé démocratique de notre société. Parmi les fondateurs et les artisans de la Bibliothèque, les Pierre Bédard, Denis-Benjamin Viger, Amable Berthelot, Georges-Barthélemi Faribault, Étienne Parent et Louis-Joseph Papineau ont tous été amis des livres des bibliothèques et ils ont cru en l'importance d'un outil de référence documentaire au service de l'institution parlementaire. »

## Édifice Pamphile-Le May
La Bibliothèque de l'Assemblée nationale du Québec occupe aujourd'hui le rez-de-chaussée et le niveau inférieur de l’édifice Pamphile-Le May sur la colline parlementaire de Québec. Conçu par les architectes Jean-Omer Marchand et Georges-Émile Tanguay, la construction de l’édifice, qui s’échelonnera entre 1910 et 1915, est confiée à l’entrepreneur Joseph Gosselin. Auparavant, occupé par le département de la voirie (en 1914) les collections de la Bibliothèque y ont déménagé à l'automne 1915. D’abord simplement nommé « bibliothèque », l’immeuble est ensuite désigné, dès 1937, comme étant l’« édifice B ». Il est finalement renommé en 1980 d’après Léon-Pamphile Le May qui fut directeur de la Bibliothèque de 1867 à 1892.

« L'édifice Pamphile-Le May est un bâtiment institutionnel d’architecture Beaux-Arts construit de 1910 à 1915. De plan rectangulaire, l'immeuble en pierre de quatre étages est coiffé d'un toit mansardé. Il présente un avant-corps en façade principale. Le rez-de-chaussée est séparé du premier étage par un bandeau continu et un entablement souligne le couronnement. L'édifice Pamphile-Le May voisine l'hôtel du Parlement, auquel il est relié par une passerelle. »

L’ensemble des édifices parlementaires, c’est-à-dire l’édifice Pamphile-Le May, l’hôtel du Parlement et l’édifice Honoré-Mercier, sont inscrits au Répertoire du patrimoine culturel du Québec depuis le 20 juin 1985 (en vertu de la Loi sur les biens culturels) en tant que site historique national. Le 19 octobre 2012, cet ensemble, auquel se sont ajoutés les édifices Jean-Antoine-Panet et André-Laurendeau, est reconnu comme site patrimonial national en vertu de la Loi sur le patrimoine culturel,. La bibliothèque est dotée d'une verrière conçue par le peintre Guido Ninchéri.
L’édifice a fait l’objet de plusieurs projets majeurs de rénovation, notamment de 1965 à 1968 et de 1999 à 2003. À l’automne 2022, de nouveaux travaux sont entrepris et devraient se terminer en 2023.

## Directeurs

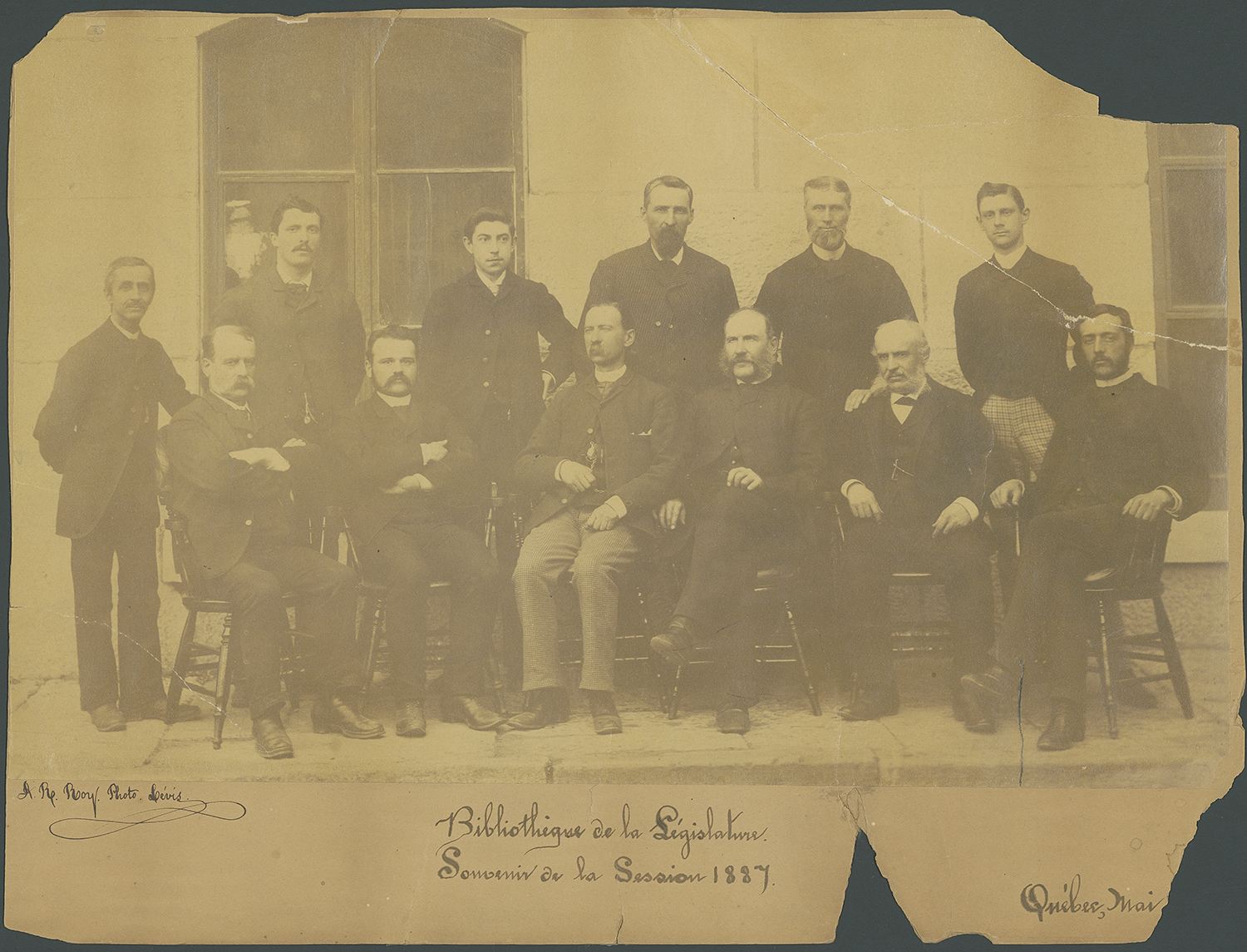
Personnel de la Bibliothèque de la Législature, mai 1887 / Source : Fonds Assemblée nationale du Québec, photographe : A. Roy (Lévis).

La fonction de responsable de la Bibliothèque de l'Assemblée nationale du Québec proprement dite n’a été créée qu’en 1829. De 1802 à 1829, les responsables d’office de la Bibliothèque furent les greffiers de la Chambre d’Assemblée : Samuel Phillips de 1802 à 1808, puis William Lindsay de 1808 à 1829. Le titre de « responsable » de la bibliothèque est devenu celui de « directeur » en 1983, lors de l'entrée en vigueur de la Loi sur l'Assemblée nationale. Cette même loi accorde au directeur le pouvoir de « procéder, sur les documents devenus inutilisables ou périmés, à leur mise à jour, à leur transposition sur d’autres supports techniques ou à toute autre opération approuvée par le Bureau [de l’Assemblée nationale]. »
Les responsables de la Bibliothèque de l’Assemblée nationale de 1802 à aujourd'hui sont listés dans le tableau ci-dessous.
| Nom                     | Années    |
| ----------------------- | --------- |
| Samuel Phillips         | 1802-1808 |
| William Lindsay         | 1808-1829 |
| Jacques Langlois        | 1829-1832 |
| Étienne Parent          | 1833-1835 |
| Jasper Brewer           | 1835-1841 |
| William Winder          | 1841-1856 |
| Alpheus Todd            | 1856-1867 |
| Léon-Pamphile Le May    | 1867-1892 |
| Narcisse-Eutrope Dionne | 1892-1912 |
| Ernest Myrand           | 1912-1921 |
| Joseph Desjardins       | 1921-1934 |
| Georges-Émile Marquis   | 1934-1952 |
| Jean-Charles Bonenfant  | 1952-1969 |
| Jacques Prémont         | 1969-1993 |
| Gaston Bernier          | 1994-2000 |
| Philippe Sauvageau      | 2001-2010 |
| Hélène Galarneau        | 2010-2012 |
| Frédéric Fortin         | 2012-2016 |
| Jacques Gagnon          | 2016-2020 |
| Julie Rodrigue          | 2020-     |

## Budget
Le budget de la Bibliothèque de l'Assemblée nationale du Québec est élaboré par un programme de dépenses du gouvernement du Québec. Ce programme vise à « assurer le soutien nécessaire aux parlementaires et aux unités administratives au regard de la gestion des ressources financières, humaines, matérielles, informationnelles et à la sécurité des personnes et des biens. Il vise également les services reliés à la Bibliothèque de l’Assemblée nationale, aux communications ainsi qu’aux activités pédagogiques. »
Pour l'année financière 2020-2021, le budget des dépenses de la Direction générale de l'administration, affaires institutionnelles et de la Bibliothèque de l'Assemblée nationale était de 57,4 M$. Pour l'année financière 2021-2022, le budget de la Direction générale de l'administration, affaires institutionnelles et de la Bibliothèque de l'Assemblée nationale était de 64,2 M$.

## Outils produits par la Bibliothèque
Au fil de son histoire, la Bibliothèque a su mettre à contribution les techniques et outils disponibles à chaque époque en offrant des outils de recherche au grand public.
Depuis les premiers catalogues en 1811, les fichiers en 1935, en passant par les microfiches, les visionneuses-imprimantes, jusqu’aux micro-ordinateurs et la télématique d’aujourd’hui, « l’entreprise a évolué avec son temps », écrit Gaston Bernier, bibliothécaire et directeur de la Bibliothèque. « De nos jours, poursuit-il, la richesse de la Bibliothèque dépend non seulement de la documentation possédée en propre mais également de celle que l’on peut consulter et utiliser grâce à la bibliothèque électronique constituée de tous les centres de documentation rendus accessibles grâce à la technologie contemporaine ». Il s'agit du Catalogue Unifié des Bibliothèques gouvernementales du Québec (CUBIQ) qui permet d’effectuer des recherches dans la collection de la Bibliothèque ainsi que des autres bibliothèques gouvernementales du Québec.

### Bases de données bibliographiques
- Charte de la langue française
- Élections et consultations populaires hors Québec
- Fédéralisme
- Les femmes en politique au Québec
- Les référendums au Québec
- Nouveautés signalées depuis 2009
- Parlementarisme au Québec
- Parlementarisme hors Québec
- Partis politiques au Québec

### Bases de données de recherche en texte intégral
- Comptes publics du Québec (1868- )
- Conférences et points de presse des ministres et députés du Québec (1992- )
- Débats de l'Assemblée nationale depuis 1867
- Débats des commissions parlementaires depuis 1963
- Lois annuelles du Québec depuis 1867
- Procès-verbaux de l'Assemblée (1867- )
- Projets de loi du Québec (1867-)
- Rapports des commissions parlementaires (1996- )

### Expositions virtuelles
- 1792, la naissance d'un parlement
- 40 coups de cœur pour les 40 ans de la Loi sur les archives
- 9 février 1922, elles marchent vers le parlement!
- À l'index : regards sur la censure littéraire au Québec
- Aux urnes, citoyennes!
- Coups de crayon! La satire politique en dessins
- Cyrille Duquet : premier horloger du parlement!
- De l'étiquette à la fourchette, l'art de recevoir au Parlement
- Duplessis
- En savoir et pouvoir : l'édifice Pamphile-Le May et la Bibliothèque de l'Assemblée nationale (1915-2015)
- Femmes et politique : une histoire d'engagement
- Fleurdelisé, rassembleur depuis 75 ans!
- Gouverner en Nouvelle-France
- Histoires de députés
- « Je me souviens »
- La plume et le verbe, ces parlementaires qui écrivent
- La sécurité à l'hôtel du Parlement, une histoire d'équipe!
- Le Devoir, témoin de la vie politique
- Le pouvoir des idées : histoire des Prix du livre politique de l'Assemblée nationale
- Les trésors de la Bibliothèque
- Octobre 70
- Premiers ministres et première ministre du Québec
- Récits de voyages du XVIe au XVIIIe siècle : un monde à découvrir
- Souvenirs de la guerre 14-18 : les collections de l'Assemblée nationale
- Sur les traces des députés

### Guides thématiques
- Archives et objets patrimoniaux de l'Assemblée nationale du Québec
- Charte de la langue française
- Le Code civil du Québec : du Bas-Canada à aujourd'hui
- Documents politiques et parlementaires du Québec
- Documents produits par le gouvernement du Québec
- L'étude des crédits budgétaires des ministères et organismes québécois
- Les commissions d'enquête au Québec depuis 1867
- Les femmes en politique au Québec
- Les ministères québécois depuis 1867
- Programmes et slogans politiques au Québec
- L'histoire de l'éducation au Québec : les grands textes politiques et législatifs

### Articles de périodiques
- Alain Gariépy et Martin Pelletier, « La mise en valeur des collections de la Bibliothèque de l'Assemblée nationale », Première lecture : le blogue de la Bibliothèque de l'Assemblée nationale du Québec, 28 mars 2022.
- André Beaulieu et Russell Ducasse, « Vocation de la bibliothèque parlementaire », Bulletin de la Bibliothèque de la législature, vol. 2, no 2, avril 1971, p. 21-39.
- Bibliothèque de l'Assemblée nationale, Bulletin de la Bibliothèque de l'Assemblée nationale, numéro spécial du 2e centenaire, vol. 31, nos 1-2, mars 2002.
- Carolyne Ménard, « Les bibliothèques parlementaires, des alliées inestimables dans la lutte contre les fausses nouvelles », Revue parlementaire canadienne = Canadian Parliamentary Review, Vol. 43, no 1, 2017, p. 8-12.
- Gaston Bernier, « La Bibliothèque de l'Assemblée nationale entre hier et demain », Bulletin de la Bibliothèque de l'Assemblée nationale, Vol. 24, nos 2-3, Août 1995, p. 7-9.
- Gaston Bernier, « La Bibliothèque de l'Assemblée nationale et les restrictions budgétaires » Bulletin de la Bibliothèque de l'Assemblée nationale. Vol. 22, no 2, Décembre 1993, p. 9-12.
- Gaston Bernier, « La reliure à la Bibliothèque de l'Assemblée nationale vue à travers le prisme administratif », Documentation et bibliothèques, Vol. 52, no 4, Octobre-Décembre 2006, p. 263-269.
- Gaston Bernier, « Repenser le rôle des bibliothèques législatives », Revue parlementaire canadienne = Canadian Parliamentary Review, Vol. 28, no 4, Hiver 2005-2006, p. 26-30.
- Gaston Bernier, « Organisation des ressources documentaires d'un parlement », Documentation et bibliothèques, No 3, juillet-septembre 2005, p. 207-211.
- Gaston Bernier et Philippe Sauvageau, « La Bibliothèque du Parlement québécois, son lectorat et les services », Documentation et bibliothèques, Vol. 54, no 2, Avril-Juin 2008, p. 87-90.
- Gaston Deschênes, « La verrière de la Bibliothèque : « Je puise mais n'épuise » ... dans la Ouiatchouan! », Bulletin de la Bibliothèque de l'Assemblée nationale, Vol. 22, no 1, mars 1993, p. 9.
- Guy Giroux, « À la Bibliothèque de l'Assemblée nationale : une décision injustifiée », Le devoir, 13 septembre 1984, p. 10.
- Jacques Prémont, « La Bibliothèque de la législature et ses principaux services », Bulletin de la Bibliothèque de la Législature, Vol. 8, no 1, Janvier-Février 1977, p. 5-13.
- Jean-Charles Bonenfant, « Historique de la Bibliothèque de la Législature », Bulletin de la Bibliothèque de la Législature, Vol. 2 no 1, janvier 1971, p. 5-14.
- Jocelyn Saint-Pierre, « Les bibliothèques parlementaires, lieux de conservation et de diffusion de la mémoire parlementaire », Documentation et bibliothèques, Vol. 47, no 4, Octobre-Décembre 2001, p. 167-170.
- Suzanne Langevin, « Le «dépôt légal» à la Bibliothèque de l'Assemblée nationale », Bulletin de la Bibliothèque de l'Assemblée nationale, Vol. 18, no 3-4, Décembre 1989, p. 19.
- Richard Guay, « La nouvelle orientation de la Bibliothèque de l'Assemblée nationale », Le devoir, 29 août 1984, p. 8.
- Richard Paré, « La gestion d'une bibliothèque parlementaire ou législative : un survol », Documentation et bibliothèques, Vol. 47, no 4, Octobre-Décembre 2001, p. 133-137.
- Russell Ducasse, « La Bibliothèque de l'Assemblée nationale et l'information gouvernementale », Bulletin de la Bibliothèque de l'Assemblée nationale, Vol. 11 no 1, mai 1981, p. 1-8.

### Monographies
- Dorval & Fortin, « Rapport de l'implantation de la Bibliothèque de la Législature, colline parlementaire, Québec », Québec : [s.n.], 1977, 33 p.
- Georges-Émile Marquis, La Bibliothèque de la Législature, son passé, son présent, son avenir. Québec : [s.n.], 1946, 31 p.
- Martin Pelletier, « La Bibliothèque de l'Assemblée nationale du Québec : une institution patrimoniale accessible à tous », Bibliothèques québécoises remarquables, Montréal : Bibliothèque et Archives nationales du Québec, 2017, p. 113-125.
- Narcisse-Eutrope Dionne, « Histoire de la Bibliothèque du Parlement à Québec, 1792-1892 ». Mémoires et comptes rendus de la Société royale du Canada, 2e série. Ottawa : Société royale du Canada, 1902, p. 3-14.
- Québec (Province). Bibliothèque de l'Assemblée nationale du Québec, La Bibliothèque de l'Assemblée nationale : l'immeuble, les oeuvres d'art et les collections. Québec : Bibliothèque de l'Assemblée nationale, 1998, 22 p.
- Québec (Province). Bibliothèque de l'Assemblée nationale. Chronologie de la Bibliothèque. Québec : Bibliothèque de l'Assemblée nationale, 2001, 5 p.

### Fonds d'archives
- Fonds Lucien Lemieux (conservateur et bibliothécaire, 1901-1944), Assemblée nationale du Québec.
- Fonds Narcisse-Eutrope Dionne (responsable de la bibliothèque, 1892-1912), Assemblée nationale du Québec.